# Éric Di Meco
Éric Di Meco (Avignon, 1963. szeptember 7. –) francia válogatott  labdarúgó.
A francia válogatott tagjaként részt vett az 1996-os Európa-bajnokságon.

## Sikerei, díjai
Olympique de Marseille
- Bajnokok ligája győztes (1): 1992–93
- Francia bajnok (4): 1988–89, 1989–90, 1990–91, 1991–92
- Francia kupa (1): 1988–89

AS Monaco
- Francia bajnok (1): 1996–97
- Francia szuperkupa (1): 1997